# 剪裂帶

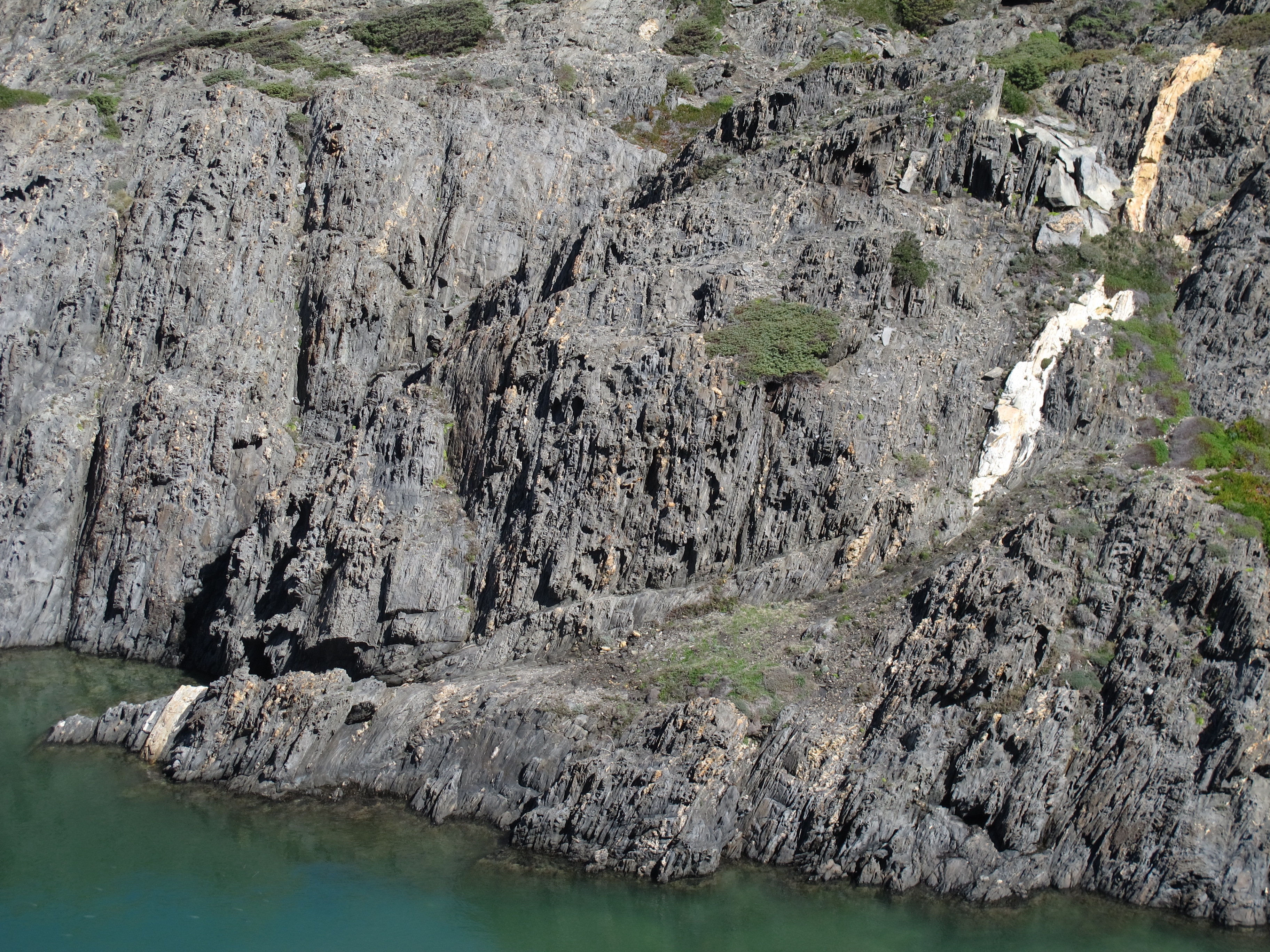
偉晶岩岩脈被一個陡斜的右旋剪切帶所錯開，地點：Cap de Creus

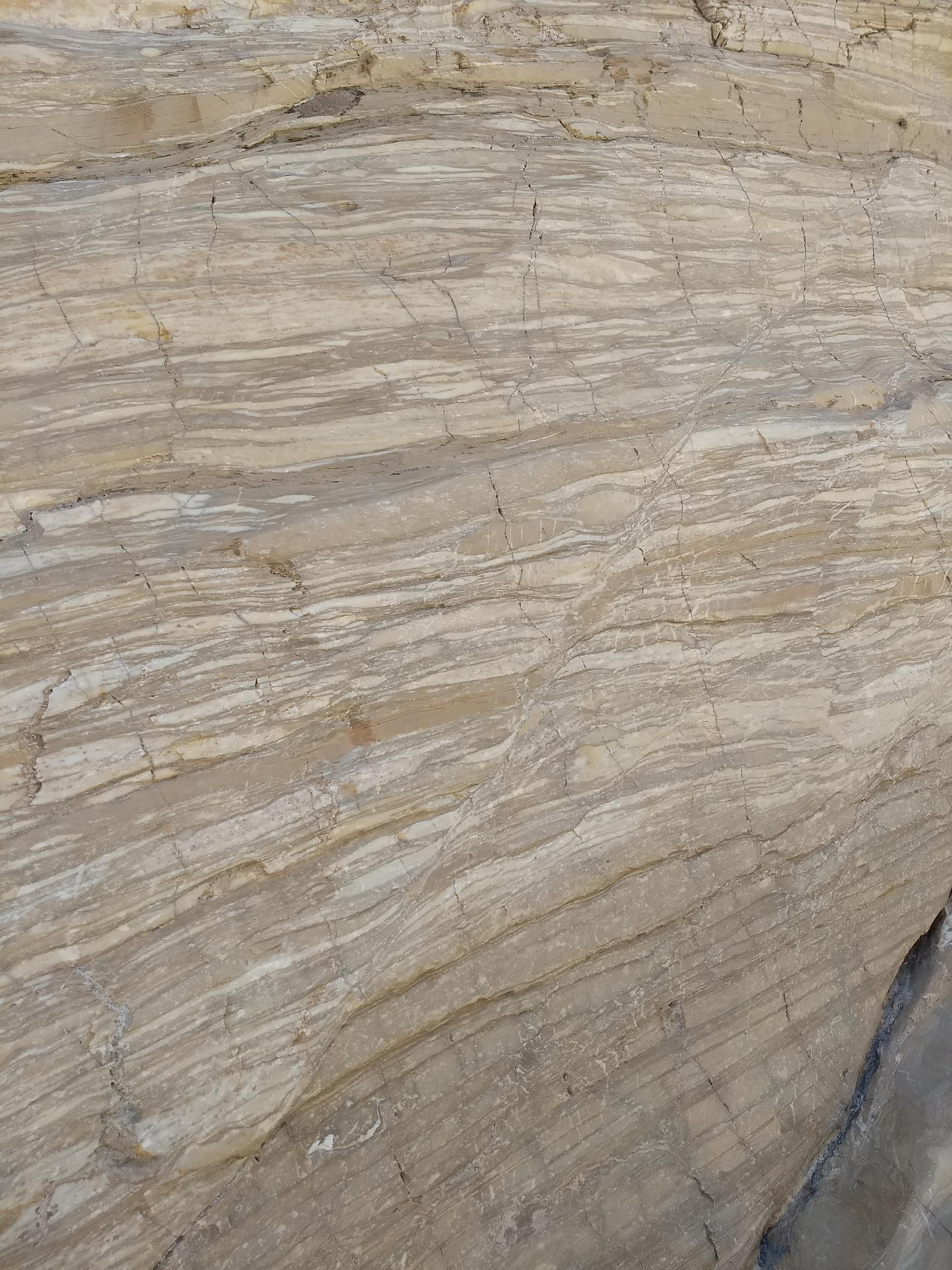
白雲岩被伸展韌性剪切帶切割, 地點： Noonday 地層，馬賽克峽谷，死亡谷

在地質學中，剪裂帶（英語：Shear zone）是地殼或上地幔中的一個薄片帶，由於該帶兩側的岩壁相互滑動而造成的變形區。在上地殼中因爲岩石比較易碎，剪裂帶通常是斷層。在下地殼和地幔中，再高壓和高溫度條件下，岩石具有韌性。能夠緩慢變形而不會斷裂。因此在這裡的剪裂帶是一個較寬的區域，韌性岩石可以緩慢流動來承受兩側岩壁的相對運動。
由於剪裂帶分佈在很寬的深度範圍內，因此其有多種不同特徵結構和岩石類型。

### 總體介紹

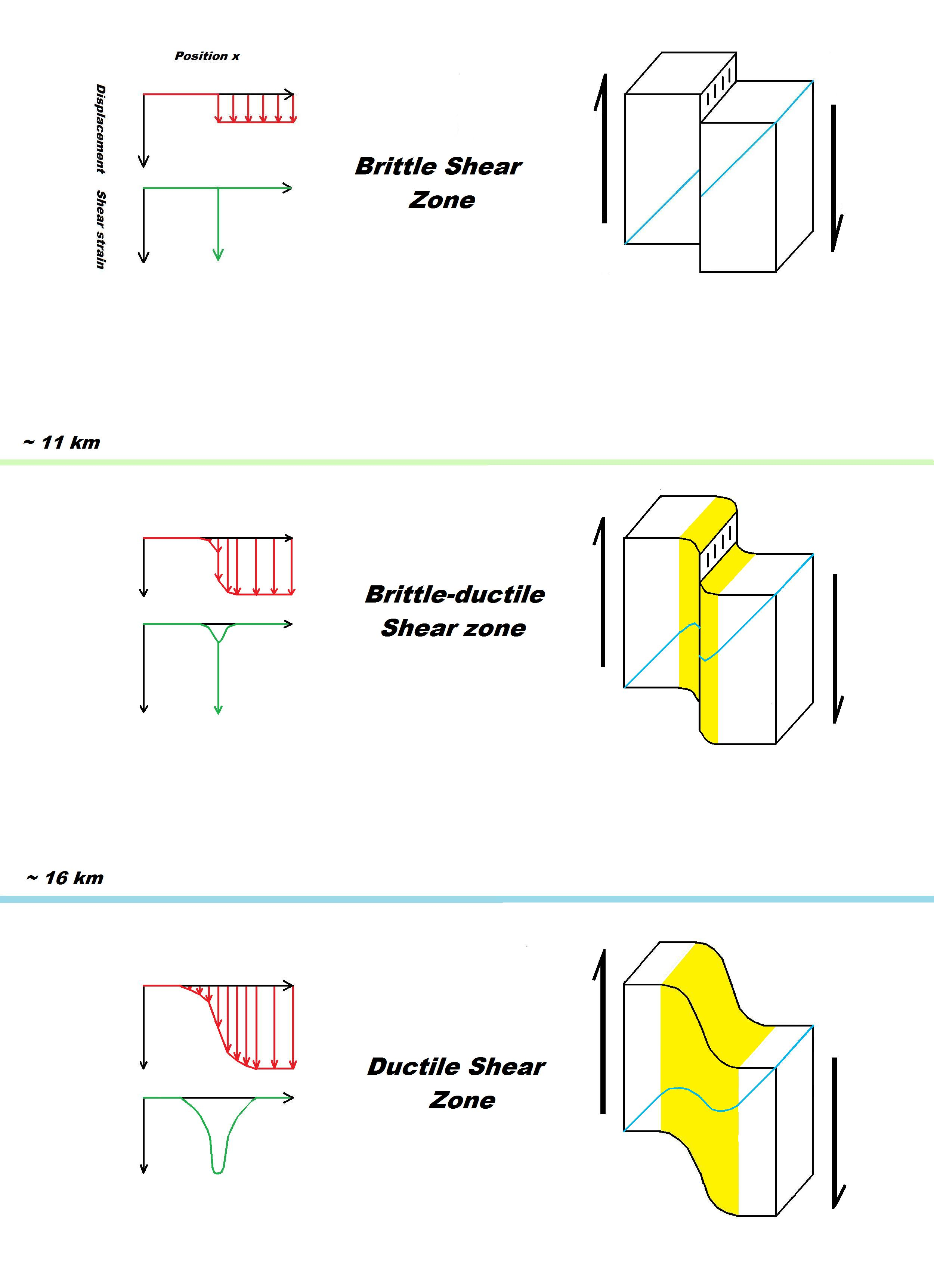
顯示主要不同類型剪裂帶的圖表。還顯示了位移、剪切應變和深度分佈

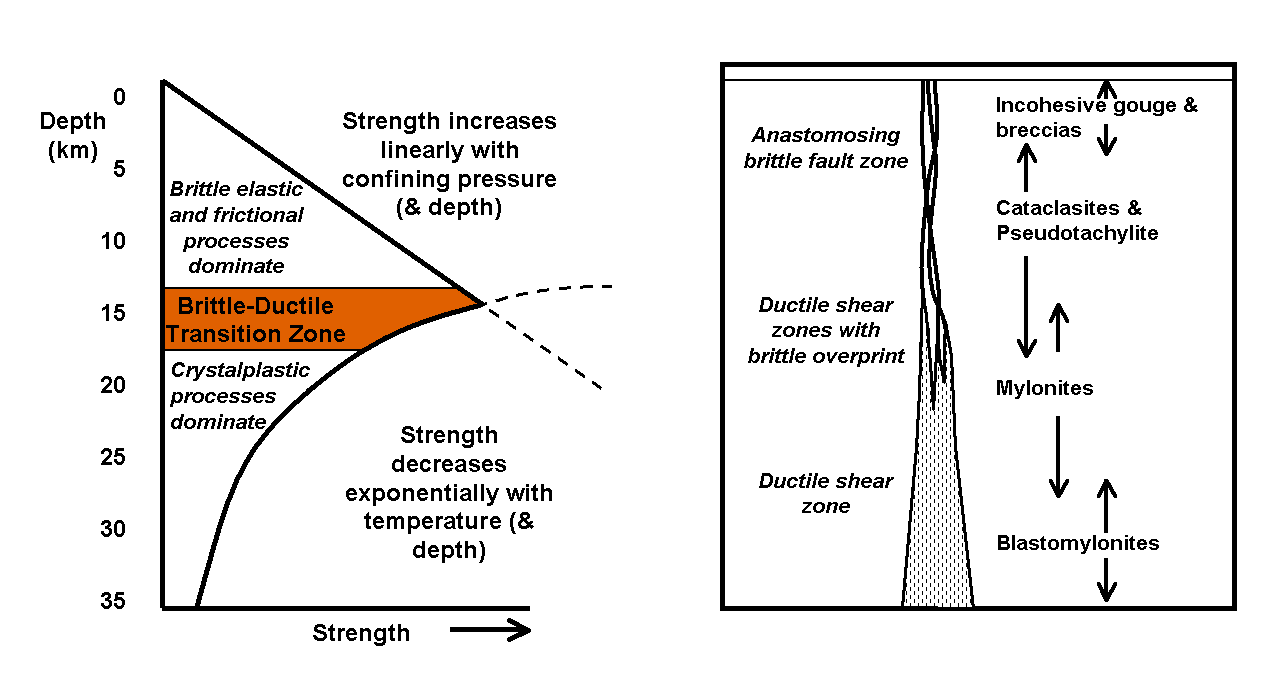
理想斷層/剪裂帶的強度分佈和岩石類型隨深度的變化

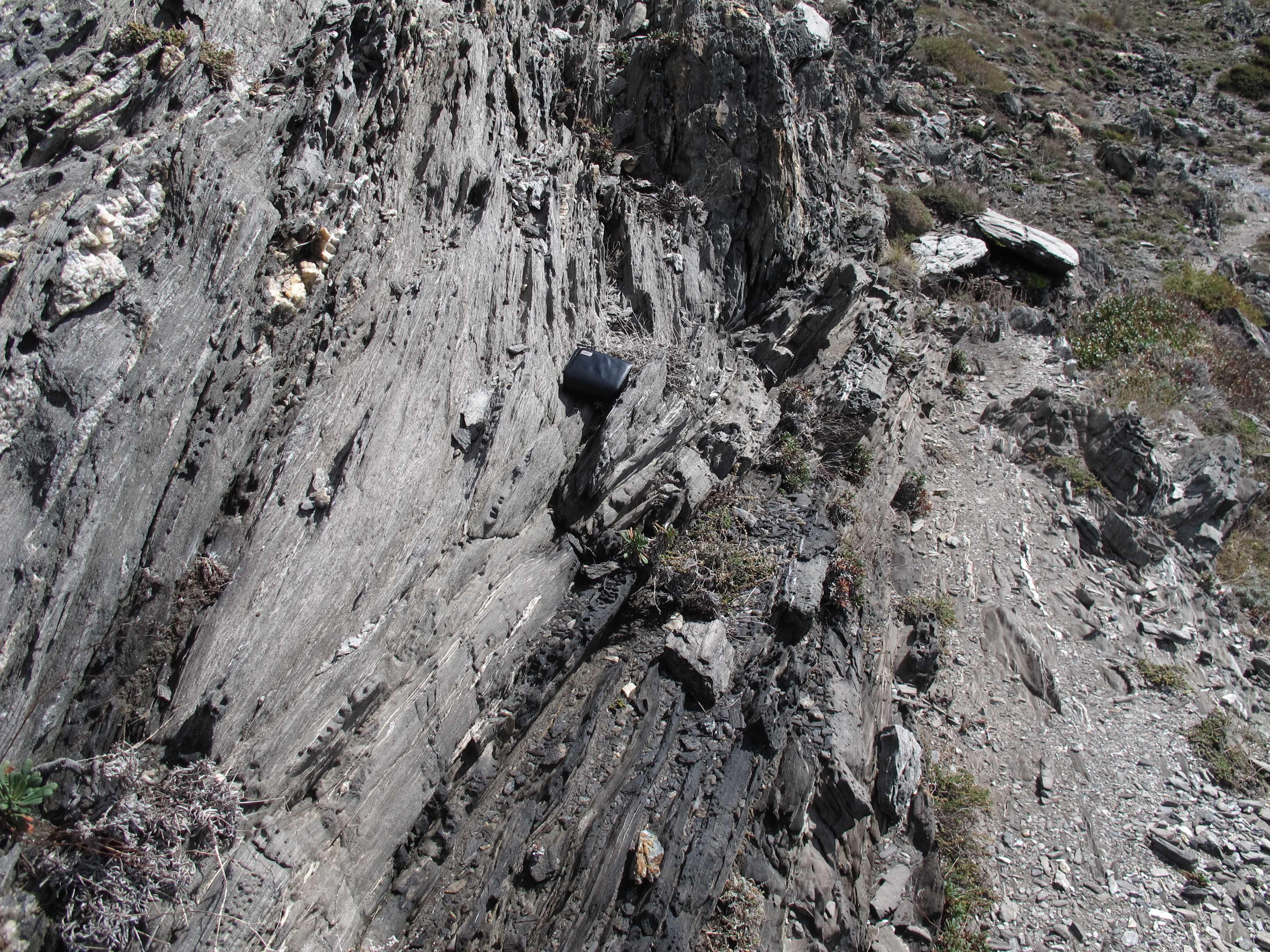
一個右旋韌剪裂帶的邊緣（約 20 m 厚），顯示從外圍的片岩到內部的糜棱岩的過渡，地點：Cap de Creus

剪裂帶是一個強變形區域（具有高應變率）被較低的有限應變的岩石包圍。它的特點是長寬比超過 5:1。
剪裂帶内通常是一個連續的地質結構，從脆性剪裂帶（或斷層）到脆韌性剪裂帶（或半脆性剪裂帶）、韌性-脆性到韌性剪裂帶。在脆性剪裂帶中，變形集中在狹窄的斷裂面上，而在韌性剪裂帶中，變形區域較寬，其兩壁之間的變形是連續變化，包括中間類型的脆性-韌性（半脆性）和韌性-脆性剪裂帶。其中間類型組合比例可不同。
這種連續體變形反映了地殼中隨深度而不同的變形機制。從地表附近的脆性（斷裂）變形轉變為深處的延性（流動）變形。中間通過脆性 - 半脆性轉變。這種轉變沒有一定的深度，而是在一個深度範圍內，被稱爲交替區，有脆性斷裂和塑性變形並存。造成這種情況的主要原因在於岩石含有不同礦物成分，不同的礦物在受應力下其反應不同（例如，石英在長石之前就會發生塑性反應）。因此，岩性、粒度和岩石紋理就能影響不同的流變響應。還有其他物理因素也會影響轉換深度，包括：地溫梯度,封闭压力.流體壓力,體應變率,應力場方向。
根據Scholz 的石英長石地殼模型（以南加州地熱），脆性-半脆性轉變開始於約 11 km 深度，環境溫度為 300 °C。然後，下面的交替帶延伸到大約 16 公里深度，溫度約為 360 °C。 在大約 16 公里深度以下，僅發現韌性剪裂帶。
地震的發震區與脆性區有關。其下方是交替區然後進入塑性圈。發震區之上界通常位於約 4-5 公里深度，亦爲碎裂變形之上界通。發震層可深入到11 公里深度的交替區。大地震的產生可由地表脆性區，到交替區，有時甚至到塑性層。

### 剪裂帶的岩石
剪裂帶中的變形是根據岩石紋理織和礦物的組，這些變形特徵反映了當時的壓力-溫度 (pT) 條件、流動類型、運動方向和變形歷史。因此，剪裂帶是揭示地質活動歷史的非常重要證據。
從地球表面開始，剪裂帶通常由下岩石組成：
- 非粘性斷層岩。例如斷層泥、斷層角礫岩和葉理狀泥。
- 粘性斷層岩，如破碎角礫岩和碎裂岩（原碎裂岩、碎裂岩和超碎裂岩）。
- 玻璃狀假快晶石。
- 斷層泥和碎裂石都是由於脆性、發震層内斷層的磨損造成的。
- 葉理狀糜棱岩（phyllonites）。
- 條紋片麻岩。

糜棱岩的出現代表在交替區域中的半脆性變形。在此區仍然有假針晶石。但通過進入到綠片岩相時，假針晶石就消失了，只有不同類型的糜棱岩持續存在。條狀片麻岩是高品位的糜棱岩，產於韌性剪裂帶的最底部

### 剪切方向

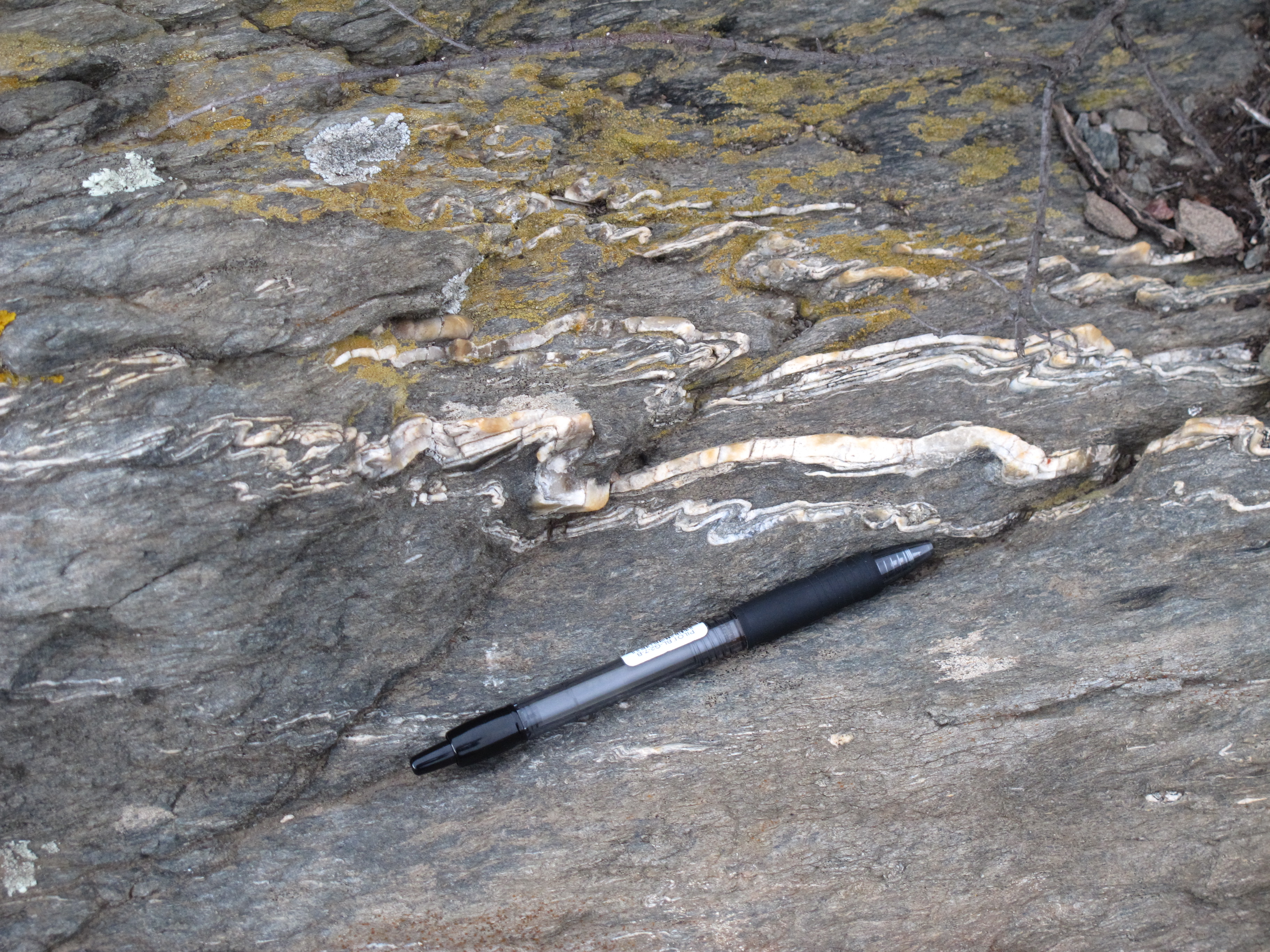
右旋剪裂帶內的不對稱褶皺，地點：Cap de Creus

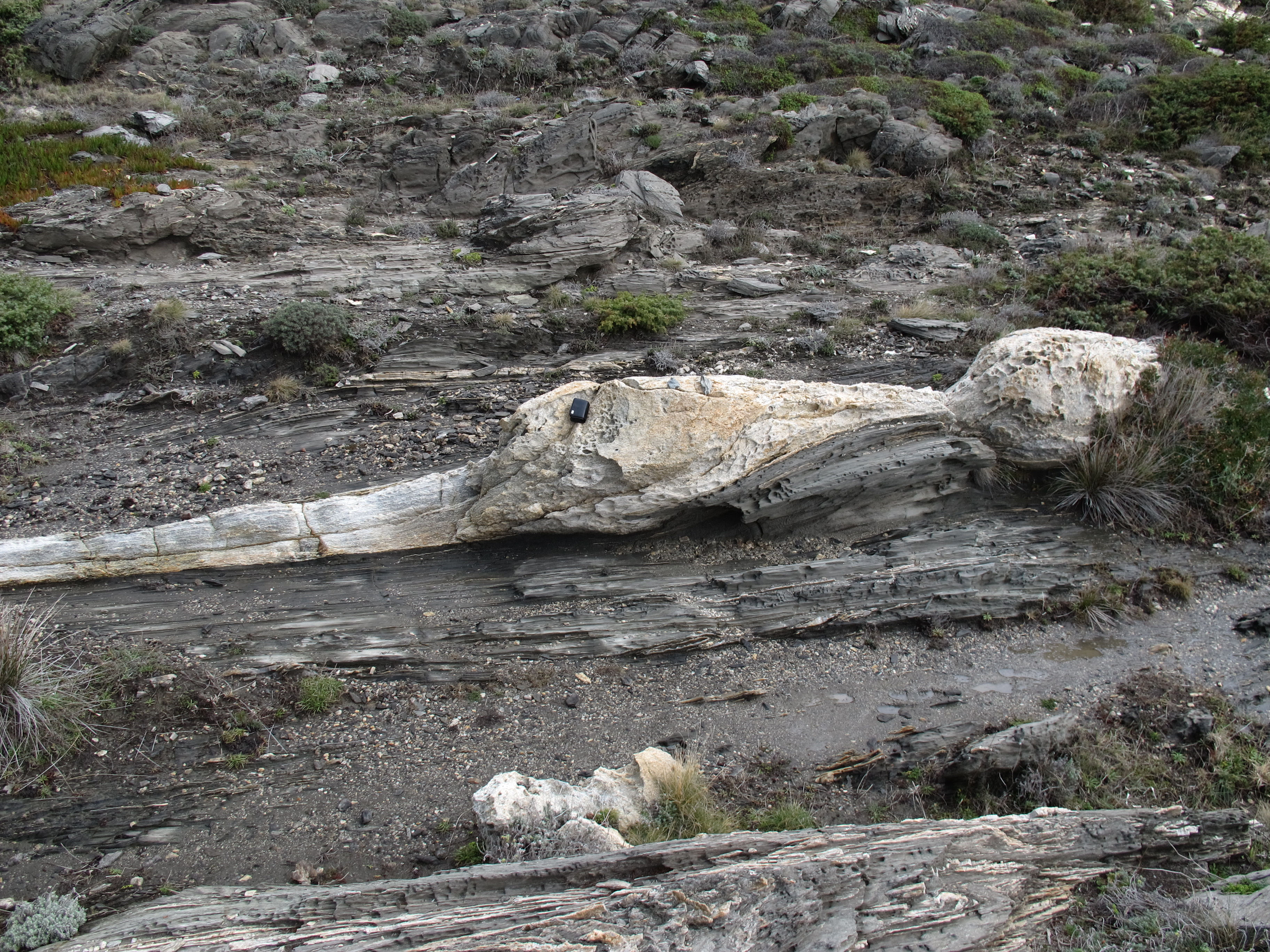
在右旋剪裂帶石香腸的偉晶岩 地點：Cap de Creus

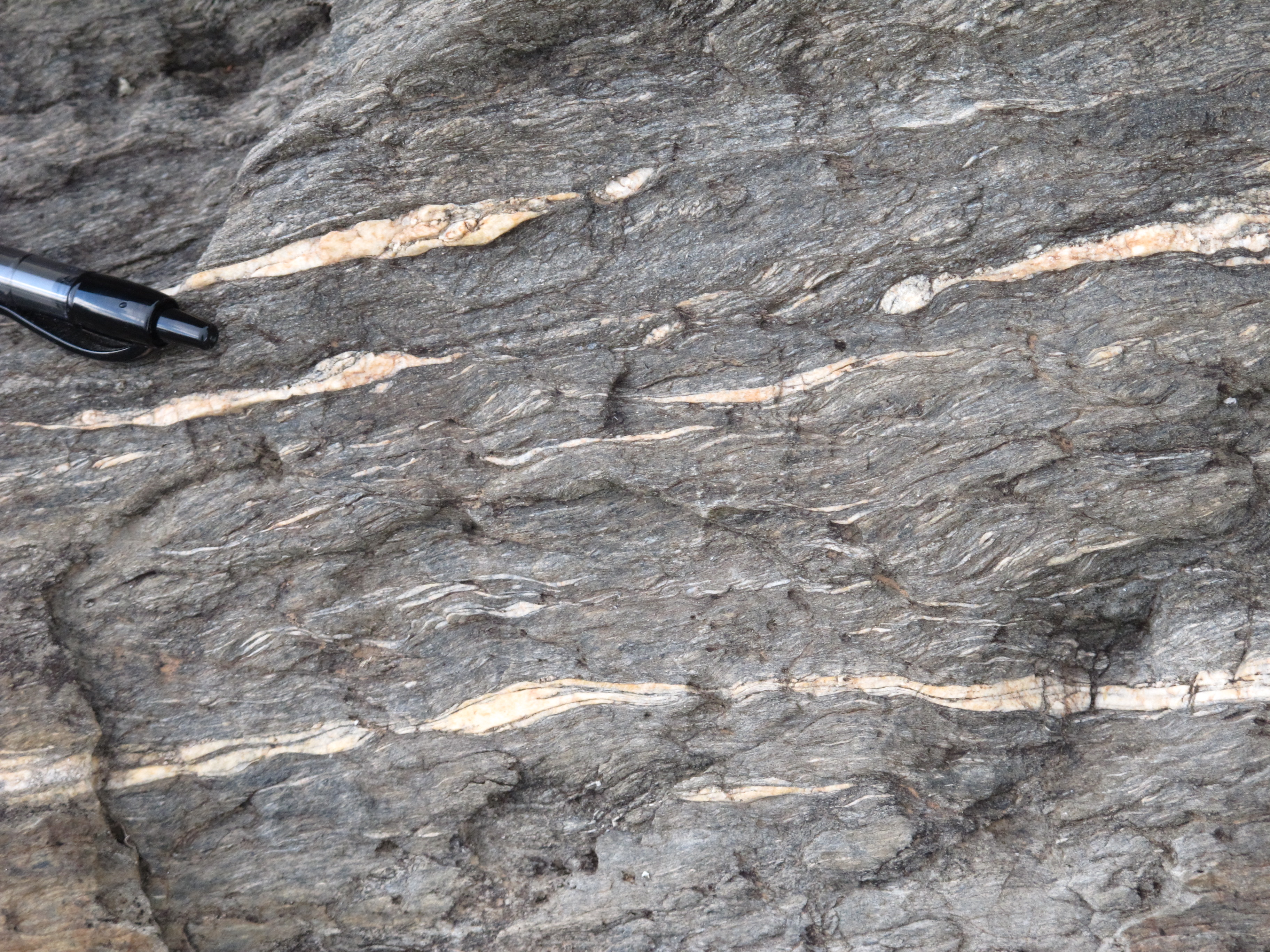
在右旋剪裂帶内的剪切條紋地點：Cap de Creus

剪裂帶（右旋、左旋、反向或正常）中的剪切方向可以通過宏觀結構和大量微構造指標來推斷。

#### 指標
擦痕面和拉伸或礦物線紋。是指示運動方向的主要指標。其他錯位偏移的標記，例如在剪裂帶中的地層和岩脈的錯開，或分層位/葉理的偏轉的彎曲，都能進一步指證運動方向。
張力裂縫的梯形陣列、韌性-脆性剪裂帶的特徵結構和褶皺鞘也是剪切方向的指標。

##### 顯微指標由以下結構組成：
- 不對稱褶皺。
- 葉理面。
- 重疊。
- 晶體的擇優取向 (CPO)。
- 有周邊和有翅的殘碎斑晶，例如theta (Θ)-objects 和 phi (Φ)- 殘碎斑晶。
- 雲母魚（葉狀魚）。
- 壓力陰影
- 拉漲。
- 剪裂帶解理。
- 超越紋理。

### 剪裂帶的寬度和產生的位移
單個剪裂帶的寬度從晶粒尺度延伸到千米尺度。地殼中的剪裂帶可以達到 10 公里寬，並有從數十到數百公里大的位移。
脆性剪裂帶（斷層）通常隨著深度變寬和其位移也增加。

### 剪裂帶的產狀及實例
由於剪裂帶能達到地球深部，各變質岩相中均有剪裂帶。在上地殼中脆性剪裂帶較普遍。 韌性剪裂帶始於綠片岩相，因此僅限於變質地區。
在以下地質構造環境中，可能有剪裂帶：
- 走滑構造區：走滑帶，轉換斷層。
- 壓縮構造區 - 低角度：推覆體（在底部），俯衝帶，逆断层（在底部）。
- 延伸構造區 - 低角度：滑脱构造。

剪裂帶與岩石類型及地質年齡無關。而且它們通常不是孤立的，而是由不同尺度、連接起來的構造，反映了當時的地質運動。
走滑型剪裂帶的例子如下述：布列塔尼的南阿莫里坎剪裂帶和北阿莫里坎剪裂帶、土耳其的北安納托利亞斷層帶和以色列的死海斷層。變換類型的剪裂帶是加利福尼亞的聖安德烈亞斯斷層和新西蘭的高山斷層。衝斷類型的剪裂帶是蘇格蘭西北部的莫因衝斷層。俯衝帶設置的一個例子是日本中線構造線。在加利福尼亞州東南部可以發現與分離斷層相關的剪裂帶，例如惠普爾山分離斷層。一個巨大的吻合剪裂帶的例子是巴西的 Borborema 剪裂帶。

### 重要性
剪裂帶是地殼中的主要薄弱帶，有時延伸到上地幔。它們的活動期間可以很長，並且通有多個重疊活動階段。物質可在其中輸送，最重要的是水循環能輸送溶解的離子。在岩石中引起交代作用，甚至重新提供物質到地幔。
剪裂帶可以提供有經濟效益的礦化作用，例如前寒武紀中的重要金礦。